# Associação dos Municípios do Araguaia e Tocantins
A Associação dos Municípios do Araguaia Tocantins (AMAT Carajás) é uma entidade brasileira, e fórum institucional com sede na cidade de Marabá (Pará), fundada em 1977, composta pelos municípios do Sul e Sudeste do Pará (região Araguaia e Tocantins), e visa à integração administrativa, e o desenvolvimento sócio-econômico, através de políticas públicas sustentáveis, focado no planejamento microrregional e prestação de assistência técnica e serviços nas diversas áreas de ação das administrações municipais.
A AMAT-Carajás administrou os processos discursivos relacionados ao plebiscito sobre a divisão do Pará, em especial à criação do estado do Carajás.

## A associação
A entidade, com sede na cidade de Marabá, foi fundada em 12 de novembro de 1977. 
Atualmente são 38 municípios associados, entre eles Parauapebas, Redenção, Tucuruí e Conceição do Araguaia.  A associação cumpre um papel importante na região, e luta pelos interesses e anseios locais se engajando em ações políticas e sociais de integração. 
Os municípios contribuem financeiramente com a associação, e são os prefeitos dos municípios da região que definem as estratégias de ação da associação.
Pelas ações desenvolvidas, a AMAT é uma entidade reconhecida em âmbito regional e estadual como um canal para o fortalecimento de políticas de desenvolvimento municipal e regional. Atua em parceria com diversas entidades e participa de 
forma ativa nos diversos fóruns e conselhos instalados na região e no estado do Pará.

## Filiados
Segue a lista de municípios afiliados das regiões Araguaia e Tocantins:

### Região Araguaia
Água Azul do Norte
Bannach 
Conceição do Araguaia
Cumaru do Norte 
Floresta do Araguaia 
Ourilândia do Norte 
Pau d Arco 
Redenção 
Rio Maria 
Santa Maria das Barreiras
Santana do Araguaia
São Félix do Xingu 
Sapucaia
Tucumã 
Xinguara

### Região Carajás
Bom Jesus do Tocantins
Brejo Grande do Araguaia
Canaã dos Carajás
Curionópolis
Eldorado dos Carajás
Marabá
Palestina do Pará
Parauapebas
Piçarra
São Domingos do Araguaia
São Geraldo do Araguaia
São João do Araguaia.

### Região Lago de Tucuruí
Breu  Branco
Goianésia do Pará
Itupiranga
Jacundá
Nova Ipixuna
Novo Repartimento
Tucuruí

### Região Rio Capim
Abel Figueiredo
Dom Eliseu
Rondon do Pará

Ulianópolis